# Matra MS630

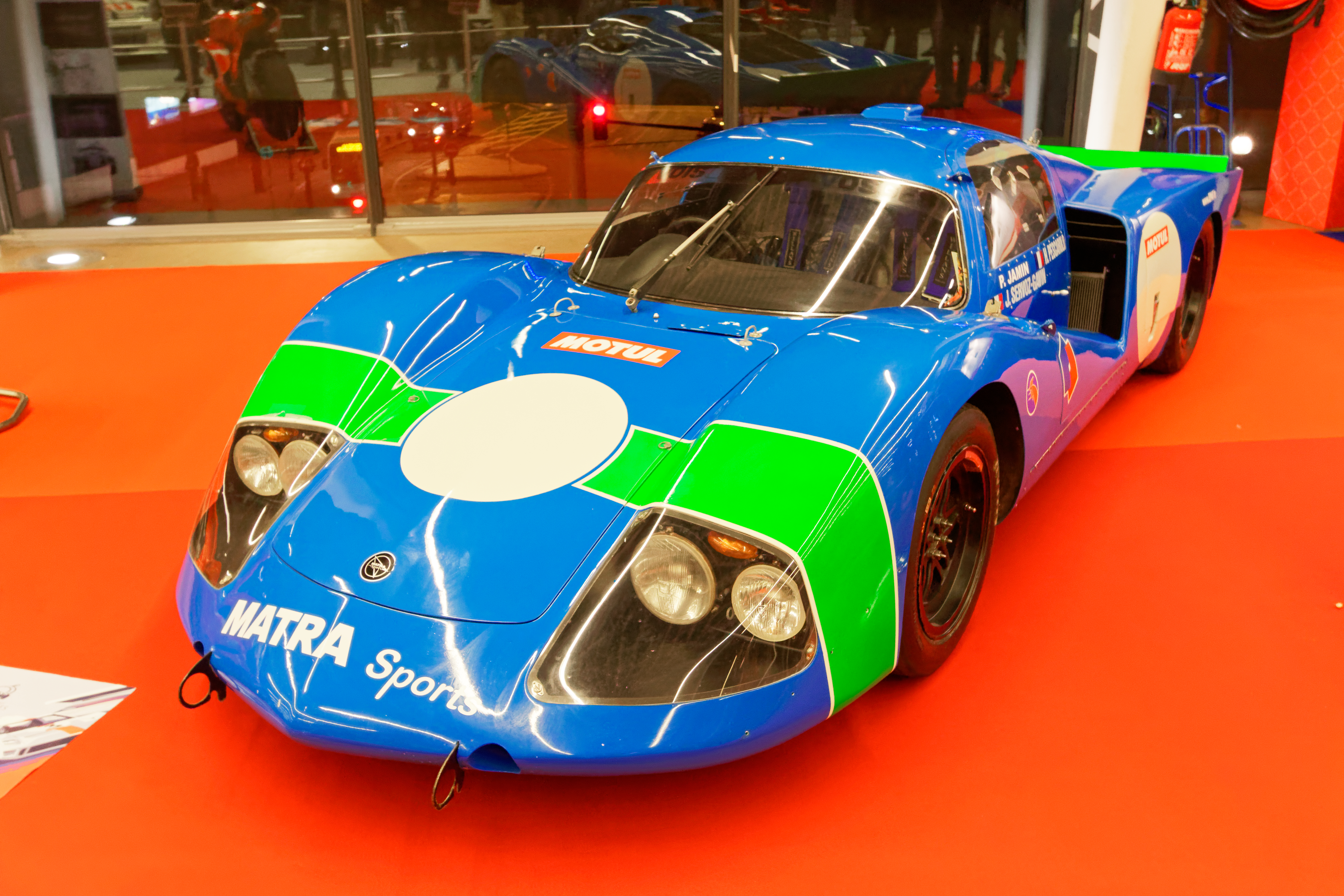
Matra MS630

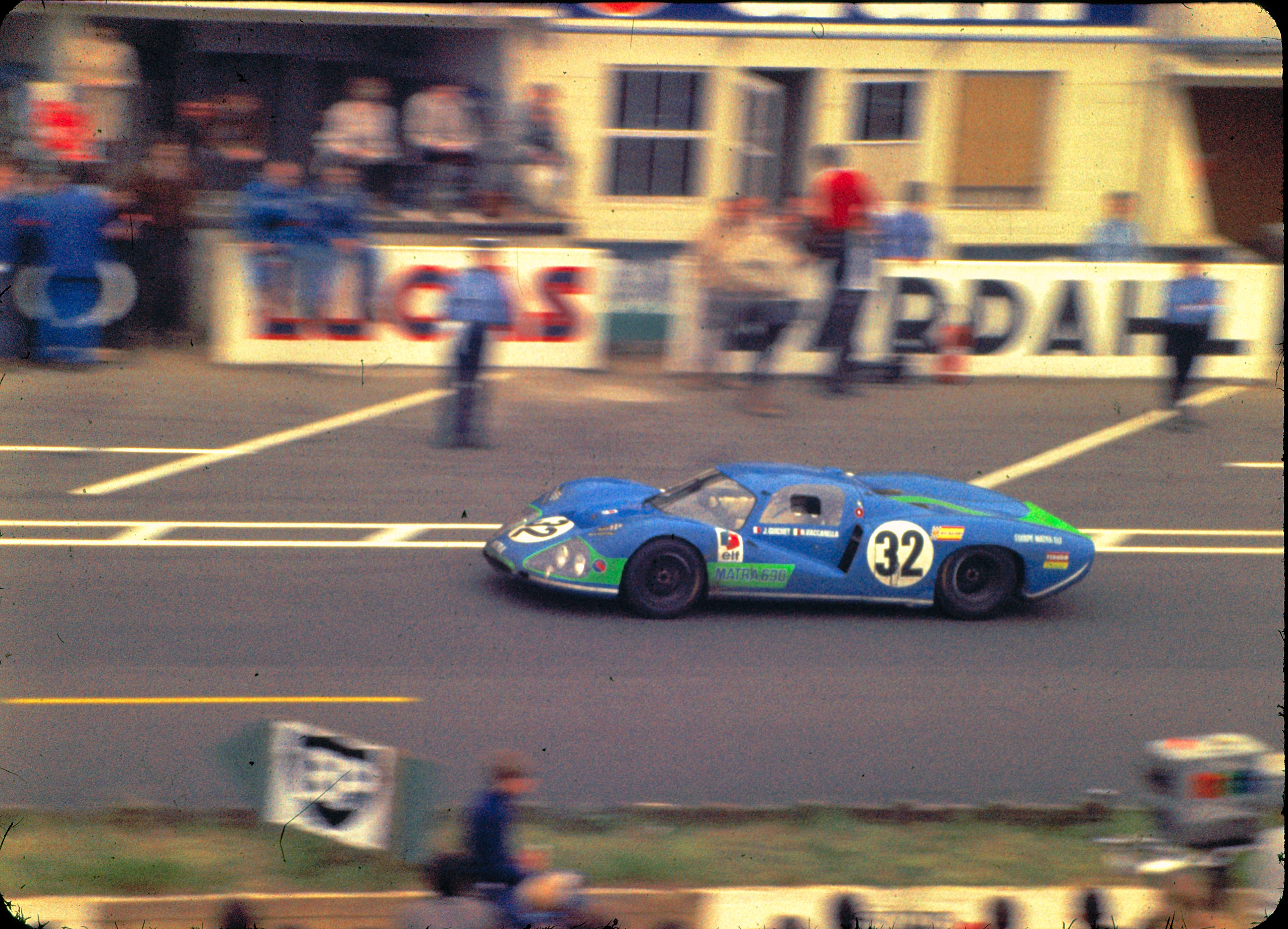
Der Matra MS630 von Jean Guichet und Nino Vaccarella beim 24-Stunden-Rennen von Le Mans 1969

Der Matra MS630 war ein Sportwagen-Prototyp, den Matra 1967 baute und bei Sportwagenrennen bis Ende 1968 einsetzte.

## Entwicklungsgeschichte und Technik
Der Matra MS630 war die konsequente Weiterentwicklung des MS620 aus dem Jahre 1966. Der Wagen wurde flacher und länger und erhielt große Lufteinlässe vor den Hinterrädern, um den V8-Motor von B.R.M. besser kühlen zu können. Der MS630 galt als einer der fortschrittlichsten Prototypen seiner Zeit.
Wie im Vorjahr waren die 24 Stunden von Le Mans der Höhepunkt für das Sportwagenteam von Matra. Der Testlauf beim 12-Stunden-Rennen von Reims ging gehörig daneben, da beide Werkswagen nach technischen Defekten früh ausfielen. Auch in Le Mans waren nur zwei MS630 am Start. Matra hatte seine Lehren aus den Problemen des Vorjahrs gezogen und verzichtete auf ein drittes Fahrzeug, um die Kräfte zu bündeln.
Dennoch war auch das Rennen in Le Mans für Matra ein Fehlschlag. Der MS630 von Henri Pescarolo und Jean-Pierre Jaussaud schied nach einem Bruch der hinteren Aufhängung schon nach 43 gefahrenen Runden aus. Knapp vor Mitternacht war auch die Fahrt des zweiten MS630 zu Ende. Jean-Pierre Beltoise und Johnny Servoz-Gavin stoppte ein Ventilschaden am defektanfälligen B.R.M.-Motor.
Schon 1966 hatte Matra mit einem 4,7-Liter-Motor von Ford experimentiert. Ein MS620 wurde mit dem Aggregat in die Le-Mans-Vortests geschickt, aber schnell stellte sich heraus, dass der Motor für den eher filigraner Gitterrahmen zu schwer war. Ende der 1967er-Saison kam dieses Triebwerk im MS630 zum Einsatz. Dessen Rohrrahmen-Chassis war weit steifer und Henri Pescarolo führte bei den 1000 km von Paris dieses Jahres in Montlhéry mit dem Matra-Ford lange Zeit das Rennen an, bevor ihn ein Motorschaden aus dem Rennen warf.
1968 wurde bei Matra ein 3-Liter-12-Zylinder-Motor entwickelt. Dieser Motor sollte in Hinkunft nicht nur die Sportwagen antreiben, sondern kam auch in der Formel 1, dort im MS11, zum Einsatz kommen. Der MS630 wurde so umgebaut, dass er das neue Triebwerk aufnehmen konnte. Sein Debüt gab der Wagen beim 1000-km-Rennen von Spa 1968. In Le Mans kam 1968 nur ein einziger Wagen zum Einsatz. Das Duo Pescarolo/Servoz-Gavin lag am Sonntagmorgen am zweiten Gesamtrang als am MS630 die Aufhängung brach und die beiden aufgeben mussten.
Die MS630 wurden auch 1969 noch sporadisch in der Sportwagen-Weltmeisterschaft eingesetzt, ehe Matra komplett auf das neue Modell, den Matra MS650, umstieg. In Le Mans kamen Jean Guichet und Nino Vaccarella, die das Rennen 1964 auf einem Werks-Ferrari gewonnen hatten, als Fünfte der Gesamtwertung ins Ziel.